# Holopogon dolicharista
Holopogon dolicharista là một loài ruồi trong họ Asilidae. Holopogon dolicharista được Lehr miêu tả năm 1972. Loài này phân bố ở vùng Cổ Bắc giới.